# Pulversheim

Pulversheim este o comună în departamentul Haut-Rhin din estul Franței. În 2009 avea o populație de 2.874 de locuitori.

## Evoluția populației
| An        | 1975  | 1982  | 1990  | 1999  | 2006  | 2009  |
| --------- | ----- | ----- | ----- | ----- | ----- | ----- |
| Populație | 2.130 | 2.006 | 2.021 | 2.266 | 2.744 | 2.874 |